# Jerzy Sokół
Jerzy Sokół (ur. 28 marca 1956 w Dąbrówce-Strumiany) – polski polityk, samorządowiec, nauczyciel, w latach 2006–2010 prezydent Zgierza.

## Życiorys
Ukończył studia pedagogiczne na Uniwersytecie Łódzkim, odbył też studia podyplomowe na Uniwersytecie Szczecińskim (z wychowania technicznego) i Politechnice Łódzkiej (z informatyki). Od 1980 pracował jako nauczyciel m.in. informatyki kolejno w zgierskich szkołach podstawowych nr 3 i 6, w Zgierskim Zespole Szkół Ponadgimnazjalnych, w Zespole Szkół nr 1, pełniąc w tej placówce również funkcję wicedyrektora. Od 1992 do 1998 prowadził również zajęcia w Wyższej Szkole Kupieckiej.
Działał w Związku Harcerstwa Polskiego, był zastępcą komendanta Chorągwi Ziemi Gorzowskiej, a w latach 1990–1993 komendantem Hufca ZHP w Zgierzu. Od 1990 zasiada we władzach regionalnych WOPR. W 2003 objął funkcję prezesa zarządu Fundacji na Rzecz Obrony Obywateli.
W latach 1998–2006 sprawował mandat radnego Zgierza. Przewodniczył Komisji Oświaty, Kultury, Sportu i Rekreacji, zasiadał też m.in. w Komisji Statutowo-Prawnej oraz Komisji Zdrowia i Opieki Społecznej, a także Komisji Budżetu i Finansów. W IV kadencji pełnił funkcję przewodniczącego rady miasta. W drugiej turze wyborów samorządowych w 2006 został wybrany na urząd prezydenta miasta. Cztery lata później nie uzyskał reelekcji, został natomiast radnym miejskim. W VI kadencji został przewodniczącym Komisji Oświaty, Kultury, Sportu i Rekreacji oraz przewodniczącym Klubu Radnych Jerzego Sokoła. W 2014 przegrał wybory zarówno na prezydenta, jak i na radnego miasta. W 2018 został natomiast wybrany na radnego powiatu zgierskiego, objął funkcję przewodniczącego klubu radnych Porozumienia Samorządowego. W 2024 uzyskał reelekcję w wyborach powiatowych z ramienia KO.